# Lascivia

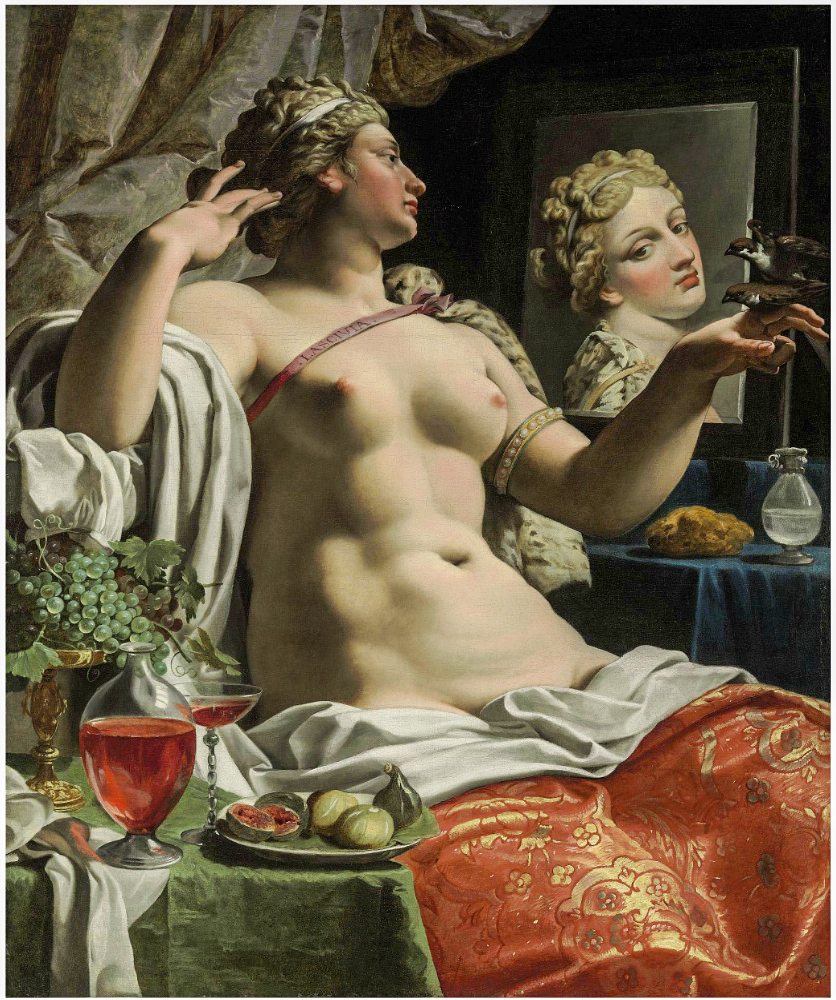
Lascivia (tra il 1615 e il 1623) di Abraham Janssens

La lascivia è l'inclinazione alla sensualità e alla licenziosità che, in taluni casi, può tradursi in una condotta giudicata immorale e talvolta oscena.

## Etimologia
La parola proviene dal latino lascivia. Quest'ultimo, a sua volta, deriva da lascivus, ovvero "lascivo".

## Nell'arte
Nel corso della storia, la lascivia è stata raffigurata nei panni di un'allegoria nelle tele di vari rinomati pittori ed è divenuta l'oggetto di trattazione dagli specialisti. Secondo Stefano Biolchini, scrittore e giornalista de Il Sole 24 Ore, l'arte fiorentina del Cinquecento "vide convivere e alternarsi due visioni del mondo e due condizioni dell'animo, sintetizzate dai lemmi “Lascivia” e “Divozione”". Sempre riferendosi all'arte del Rinascimento, Wilhelm Lübke e Max Semrau riportano nel loro Die Kunst in der Renaissance:

## Nel diritto

### Negli Stati Uniti d'America
Nell'ordinamento giuridico statunitense "lascivo" è un termine semi-tecnico che indica una serie di azioni, parole o pensieri di natura sessuale immorali. Solitamente viene impiegato nel corso di crimini durante i quali è avvenuta un'attività sessuale ritenuta immorale. Il concetto di lascivia presenta diverse sfumature di significato a seconda del contesto geografico ed è mutato con il progredire del modo di intendere la sensualità nel Paese.
Stando a quanto riportano gli United States Reports del 1896, la "coabitazione lasciva" era un crimine consistente nel convivere con un soggetto del sesso opposto al proprio e avere con esso dei rapporti prematrimoniali. Nel 2015 la "coabitazione lasciva" era una forma di reato negli Stati della Florida, del Michigan e del Mississippi. Nel 2016 il governatore della Florida Rick Scott ha firmato la legge SB 0498 che non la considera più un crimine.
Negli anni 2000 il termine è spesso usato per descrivere la pornografia, la sollecitazione alla prostituzione e ogni forma di atto osceno, come ad esempio quelli che avvengono in luogo pubblico.
La legge statunitense impedisce l'invio di contenuti lascivi tramite posta:
Il comportamento "osceno e lascivo" cambia a seconda delle giurisdizioni. Gli atti osceni in luogo pubblico, ad esempio, alludono al mostrare a terzi delle "parti intime", che, come fa presente un caso giudiziario del 1992, a seconda della giurisdizione, possono comprendere le natiche, i seni femminili o i peli pubici. All'epoca 22 stati proibivano solo l'esposizione dei genitali; "solo tre Stati (Indiana, Iowa e New Mexico) considerano indecente l'esposizione intenzionale dell'area genitale o dei peli pubici, e queste giurisdizioni lo fanno mediante una legislazione che si spiega in modo molto chiaro. Sembra quindi che il termine "atti osceni in luogo pubblico" manchi di un, per così dire, 'significato comunemente inteso', se si tengono in considerazione anche quelle parti del corpo che escludono i genitali."